# Tornimparte
Tornimparte là một đô thị thuộc tỉnh L'Aquila trong vùng Abruzzo của Ý. Ý. Đô thị này có diện tích 65 km², dân số 2958 người. Các làng trực thuộc: Barano, Casa Tirante, Castiglione, Colle Castagno, Colle San Vito, Colle Santa Maria, Collefarelli, Forcelle, Palombaia, Piagge, Pianelle, Pie' la Costa, Pie' la Villa, Rocca Santo Stefano, San Nicola, Villagrande. Các đô thị giáp ranh gồm:Borgorose (RI), Fiamignano (RI), L'Aquila, Lucoli, pescorocchiano (RI), Scoppito.